# Bok van Blerk
Bok van Blerk, geb. Louis Pepler (* 30. März 1978 in Boschkop) ist ein südafrikanischer Sänger, der Bekanntheit vor allem durch sein Lied De la Rey erlangte.

## Leben und Wirken
Bok van Blerk wuchs in den nördlichen Vororten von Pretoria auf, wo er auch die High School besuchte. Nach seinem Abitur studierte er Bauingenieurwesen und verbrachte einige Jahre im Ausland. Parallel startete er seine Karriere als Musiker.
Im März 2006 veröffentlichte er sein erstes Album und nannte es zunächst Jy praat nog steeds my taal (Du sprichst noch immer meine Sprache). Im Oktober desselben Jahres wurde das Album noch einmal herausgebracht, diesmal unter dem Titel des bekanntesten Songs, De la Rey. In dem Lied wird der gleichnamige General aus dem Burenkrieg, Koos de la Rey, verehrt. Der Text von Sean Else und Johan Vorster erinnert außerdem an die burischen Frauen und Kinder, die in britischen Konzentrationslagern ums Leben kamen. Das Lied entwickelte sich schnell zum Schlager der Afrikaans sprechenden Jugend. Das Album verkaufte sich so gut, dass es mit Platin ausgezeichnet wurde. Der Videoclip zum Lied De la Rey wurde im Februar 2007 vom südafrikanischen Kanal MK89 als bestes Musikvideo des Jahres ausgezeichnet.
De la Rey gab jedoch auch Anlass zu Kontroversen. Das südafrikanische Ministerium für Kunst und Kultur zeigte sich besorgt darüber, dass rechtsextreme Weiße es als „Kampflied“ missbrauchen könnten, mit dem „zu den Waffen gerufen“ werde. Auf Konzerten wurde zu den Klängen des Liedes teilweise die Flagge Transvaals gezeigt. Bok van Blerk distanzierte sich jedoch von rechtsgerichteten Gruppen wie der Boeremag. Kritiker verteidigten ihn gegen Rassismusvorwürfe mit dem Hinweis, dass sein erstes Album auch einen Song enthalte, der dem schwarzen südafrikanischen Rugbyspieler Bryan Habana gewidmet ist.
Auch in anderen Liedern, die nach De la Rey entstanden, griff Bok van Blerk vereinzelt historische Themen auf. So erwähnt das Titellied seiner CD Ons vir Jou Suid-Afrika (Wir für dich, Südafrika) die burischen Pioniere der Voortrekker. Der Song Afrikanerhart (von der gleichnamigen CD) thematisiert die von den Buren gewonnene Schlacht von Magersfontein. Ein weiterer Song mit dem Namen Die Kaplyn (Die Grenzlinie – bezieht sich auf den damals unbefestigten Grenzstreifen zu Angola) thematisiert den Einsatz der South African Defence Force im Angolanischen Bürgerkrieg.

## Diskografie

### Alben
- 2006: De La Rey (Jy praat nog steeds my taal) (Mozi)
- 2008: Ons Vir Jou Suid-Afrika (Mozi)
- 2009: Afrikanerhart
- 2010: My Kreet
- 2013: Steek Die Vure Aan
- 2015: Sing Afrikaner Sing
- 2016: Van De La Rey Tot Nou
- 2019: Hoor Ons!
- 2024: Ik ben een Afrikaander

## Filmografie

### Schauspieler
- 2011: Platteland
- 2013: As Jy Sing
- 2014: Vrou soek boer
- 2014: Leading Lady
- 2015: Somer Son
- 2016: Modder en Bloed